# Кирк, Джастин
Джа́стин Кирк (англ. Justin Kirk; род. 28 мая 1969) — американский актёр, известный по ролям в телесериалах «Ангелы в Америке» и «Дурман», а также в фильме «Последняя любовь мистера Моргана».

## Биография
Кирк родился 28 мая 1969 года в Сейлеме, штат Орегон. Его мать была русской еврейкой, а отец имел датские и английские корни. Долгое время он жил в штате Вашингтон и переехал в Миннеаполис, когда ему было 12 лет, а после окончания школы — в Нью-Йорк. Кирк играл на гитаре в нескольких нью-йоркских группах в начале 90-х годов, в том числе в Dimestore Darlings.

## Карьера
В начале своей карьеры Кирк участвовал в постановках Бродвейского театра. Там он появился в спектакле «Любовь, доблесть, сострадание», за который получил премию Obie.
Кирк снялся в таких фильмах, как «Фланелевая пижама», «Спроси у пыли», «Электра Люкс», «Козы» и «Вампирши», а также в телесериалах «Ангелы в Америке» и «Дурман», за роли в которых получил премию «Спутник» в 2003 и 2008 году соответственно.
В 2012 году он сыграл главную роль в фильме «30 ударов», а в 2013 году в фильме «Последняя любовь мистера Моргана».

## Фильмография
| Год          |     | Русское название                    | Оригинальное название                 | Роль                    |
| ------------ | --- | ----------------------------------- | ------------------------------------- | ----------------------- |
| 1995         | с   | Новости Нью-Йорка                   | New York News                         |                         |
| 1997         | ф   | Любовь! Доблесть! Сострадание!      | Love! Valour! Compassion!             | Бобби Брамс             |
| 1998         | с   | Притворщик                          | The Pretender                         | Хорас Стрикленд         |
| 1999         | ф   | Миф Эдема                           | The Eden Myth                         | Альдо Спек              |
| 1999         | ф   | Предел мечтаний                     | Chapter Zero                          | Лонни                   |
| 1999—2001    | с   | Джек и Джилл                        | Jack & Jill                           | Бартоломеу «Барто» Зейн |
| 2001         | с   | Закон и порядок: Специальный корпус | Law & Order: Special Victims Unit     | Эрик Пламмер            |
| 2002         | ф   | Пикник у медвежонка Тедди           | Teddy Bears' Picnic                   | Дэмиен Притцкер         |
| 2002         | ф   |                                     | Outpatient                            | Моррис Монк             |
| 2003         | с   | Ангелы в Америке                    | Angels in America                     | Уолтер / байкер в парке |
| 2005         | с   | C.S.I.: Место преступления          | CSI: Crime Scene Investigation        | Патрик Бромли           |
| 2005         | с   | Джек и Бобби                        | Jack & Bobby                          | Джон Маккаллистер       |
| 2005         | с   | Без следа                           | Without a Trace                       | Томас Бил               |
| 2005—2012    | с   | Дурман                              | Weeds                                 | Энди Ботвин             |
| 2006         | ф   | Фланелевая пижама                   | Flannel Pajamas                       | Стюарт Сойер            |
| 2006         | ф   | Спроси у пыли                       | Ask the Dust                          | Сэмми                   |
| 2006         | ф   | Голливудские мечты                  | Hollywood Dreams                      | Робин Мак               |
| 2006         | с   | Любовь вдовца                       | Everwood                              | Джеймс Кармоди          |
| 2006         | ф   | Пуччини для начинающих              | Puccini for Beginners                 | Филип                   |
| 2009         | ф   | Против течения                      | Against the Current                   | Джефф Кейн              |
| 2009         | ф   | Четыре коробки                      | Four Boxes                            | Тревор Грейнджер        |
| 2009         | мс  | Гленн Мартин                        | Glenn Martin, DDS                     | Рик                     |
| 2009—2010    | с   | Университет Энди                    | University of Andy                    | Энди Ботвин             |
| 2010         | ф   | Электра Люкс                        | Elektra Luxx                          | Бенджамин               |
| 2010         | ф   | Увидимся в сентябре                 | See You in September                  | Эй Джей                 |
| 2010         | с   |                                     | The Subpranos                         | Слеш Маккензи           |
| 2010         | ф   | Присутствие                         | The Presence                          | мужчина                 |
| 2010         | кор | Легенда Хэллоудеги                  | The Legend of Hallowdega              | хозяин                  |
| 2010—2013    | с   | Американская семейка                | Modern Family                         | Чарли Бингхэм           |
| 2011         | ф   | Лучшие друзья и ребёнок             | L!fe Happens                          | Генри                   |
| 2012         | ф   | Никто не уходит                     | Nobody Walks                          | Билли                   |
| 2012         | ф   | Козы                                | Goats                                 | Беннет                  |
| 2012         | ф   | 30 ударов                           | 30 Beats                              | Адам                    |
| 2012         | ф   | Вампирши                            | Vamps                                 | Вадим                   |
| 2012—2013    | с   | Ветеринарная клиника                | Animal Practice                       | доктор Джордж Коулман   |
| 2013         | ф   | Последняя любовь мистера Моргана    | Mr. Morgan’s Last Love                | Майлз Морган            |
| 2013         | кор |                                     | Chronicles Simpkins Will Cut Your Ass | мистер Финкл            |
| 2013         | с   | Дэцкая больница                     | Childrens Hospital                    | Майкл                   |
| 2013         | с   | Чёрный список                       | The Blacklist                         | Натаниэль Вольф         |
| 2014         | ф   |                                     | Sexual Secrets                        |                         |
| 2014         | мф  | Лига справедливости: Война          | Justice League: War                   | Хэл Джордан             |
| 2014         | с   | Тиран                               | Tyrant                                | Джон Такер              |
| 2014         | ф   | Уолтер                              | Walter                                | Грег                    |
| 2015         | с   | Манхэттен                           | Manhattan                             | Джозеф Бучер            |
| 2017         | с   | В розыске                           | A.P.B.                                | Гидеон Ривз             |
| 2017         | ф   | Большая игра                        | Molly's Game                          | Джей                    |
| 2018         | ф   | Племена Палос Вердес                | The Tribes of Palos Verdes            | Фил                     |
| 2018         | ф   | Власть                              | Vice                                  | Скутер Либби            |
| 2018—2020    | с   | Шучу                                | Kidding                               | Питер                   |
| 2020 — н. в. | с   | Перри Мейсон                        | Perry Mason                           | Гамильтон Бюргер        |

## Награды и номинации
| Год  | Ассоциация                            | Категория                                                                 | Работа           | Результат |
| ---- | ------------------------------------- | ------------------------------------------------------------------------- | ---------------- | --------- |
| 2004 | Прайм-таймовая премия «Эмми»          | Лучшая мужская роль второго плана в мини-сериале или фильме               | Ангелы в Америке | Номинация |
| 2004 | «Спутник»                             | Лучшая мужская роль второго плана — мини-сериал, телесериал или телефильм | Ангелы в Америке | Победа    |
| 2004 | Премия Гильдии киноактёров США        | Лучшая мужская роль в телефильме или мини-сериале                         | Ангелы в Америке | Номинация |
| 2007 | «Золотой глобус»                      | Лучшая мужская роль второго плана — мини-сериал, телесериал или телефильм | Дурман           | Номинация |
| 2007 | Телевизионный фестиваль в Монте-Карло | Лучший мужская роль второго плана в комедийном сериале                    | Дурман           | Номинация |
| 2007 | «Спутник»                             | Лучшая мужская роль второго плана — мини-сериал, телесериал или телефильм | Дурман           | Номинация |
| 2007 | Премия Гильдии киноактёров США        | Лучший актёрский состав в комедийном сериале                              | Дурман           | Номинация |
| 2008 | «Спутник»                             | Лучшая мужская роль в телевизионном сериале — комедия или мюзикл          | Дурман           | Победа    |
| 2009 | Премия Гильдии киноактёров США        | Лучший актёрский состав в комедийном сериале                              | Дурман           | Номинация |
| 2016 | «Выбор телевизионных критиков»        | Лучший приглашённый исполнитель в драматическом сериале                   | Манхэттен        | Номинация |